# Сан-Коломбано-аль-Ламбро
Сан-Коломбано-аль-Ламбро (італ. San Colombano al Lambro) — муніципалітет в Італії, у регіоні Ломбардія,  метрополійне місто Мілан.
Сан-Коломбано-аль-Ламбро розташований на відстані близько 440 км на північний захід від Рима, 39 км на південний схід від Мілана.
Населення — 7399 осіб (2014).
Щорічний фестиваль відбувається 21 листопада. Покровитель — San Colombano.

## Демографія
Населення за роками:

Станом на 1 січня 2023 року в муніципалітеті офіційно проживало 718 іноземців з 48 країн, серед них 235 громадян країн Євросоюзу та 33 громадяни України.

## Сусідні муніципалітети
- Боргетто-Лодіджано
- Граффіньяна
- Ліврага
- Мірадоло-Терме
- Оріо-Літта
- Кіньоло-По